# Pole Position II
Pole Position II (ポールポジションII?, Pōru Pojishon Tsū) è un videogioco prodotto dalla Namco nel 1983. Si tratta del sequel di Pole Position.
Come per il suo predecessore, Namco ha concesso in licenza questo gioco ad Atari, Inc. per la distribuzione negli Stati Uniti. Esiste anche una conversione come gioco in bundle per la console Atari 7800 ProSystem. I cabinati arcade Pole Position possono essere convertiti in Pole Position II tramite la sostituzione di alcuni chip. Nel 2005 Namco Networks ha pubblicato una versione per i telefoni cellulari.
Il gameplay contempla quattro circuiti, uno dei quali è quello di Pole Position; fra i tre nuovi c'è una pista identica all'Indianapolis Motor Speedway.